# Суперкубок Испании по футболу
Суперку́бок Испа́нии по футбо́лу (исп. Supercopa de España de fútbol) — ежегодный испанский футбольный мини-турнир, в котором принимают участие чемпион Испании, обладатель Кубка Испании, а также вице-чемпион страны и финалист кубка.
С 1982 года в нём участвовали две команды (чемпион и обладатель кубка), турнир из двух матчей (дома и на выезде), предварял начало нового сезона и проводился обычно в августе.
Начиная с сезона 2019/20 турнир проводится в формате «финала четырёх»: по правилу в нём стали принимать участие чемпион и вице-чемпион Примеры, а также оба финалиста Кубка Короля (если одна из команд-участниц имеет более одного достижения по итогам сезона из вышеперечисленного, для участия также приглашается команда, занявшая третье место в чемпионате страны).
Действующий обладатель трофея — «Барселона». В финальной встрече, которая состоялась 12 января 2025 года в Джидде, «сине-гранатовые» обыграли своего извечного соперника — мадридский «Реал» со счётом 5:2, таким образом, став в рекордный раз, 15-кратным обладателем Суперкубка.

## История
В 1941 году впервые прошёл матч между чемпионом и обладателем кубка страны (в то время называвшемся Кубком Генералиссимуса), получивший название Кубок чемпионов: в нём сыграли «Атлетико Мадрид» и «Эспаньол». В 1945 году по предложению посла Аргентины — страны, дружественной испанскому военному режиму, — был переименован в Золотой кубок Аргентины, а с 1947 по 1953 года трофей разыгрывался под названием Кубок Эвы Дуарте, названный так в честь Марии Эвы Дуарте де Перон — жены Хуана Перона. После этого до 1982 года турнир не проводился.
С 1982 года приобрёл формат двухматчевого противостояния, и с тех пор разыгрывается ежегодно, с перерывом на 1986—1987 года.
В случае, если один и тот же клуб являлся и чемпионом Испании, и обладателем Кубка Испании, то он играл против 2-го финалиста Кубка Испании. До 1995 года в таком случае победитель Суперкубка определялся без боя. Так было в 1952, 1953, 1984 и 1989 годах.
В матче 13 августа 2018 года впервые в испанском футболе была использована система видеопомощи арбитрам.

## Победители
| \| Команда \| Победитель \| Финалист \| \| --------------- \| ------------------------------------------------------------------------------------------------ \| --------------------------------------------------------------------------------- \| \| Барселона \| 15 (1983, 1991, 1992, 1994, 1996, 2005, 2006, 2009, 2010, 2011, 2013, 2016, 2018, 2022/23, 2025) \| 12 (1985, 1988, 1990, 1993, 1997, 1998, 1999, 2012, 2015, 2017, 2020/21, 2023/24) \| \| Реал Мадрид \| 13 (1988, 1989[2], 1990, 1993, 1997, 2001, 2003, 2008, 2012, 2017, 2019/20, 2021/22, 2023/24) \| 7 (1982, 1995, 2007, 2011, 2014, 2022/23, 2025) \| \| Атлетик Бильбао \| 3 (1984[3], 2015, 2020/21) \| 3 (1983, 2009, 2021/22) \| \| Депортиво \| 3 (1995, 2000, 2002) \| \| \| Атлетико Мадрид \| 2 (1985, 2014) \| 5 (1991, 1992, 1996, 2013, 2019/20) \| \| Валенсия \| 1 (1999) \| 3 (2002, 2004, 2008) \| \| Севилья \| 1 (2007) \| 3 (2010, 2016, 2018) \| \| Сарагоса \| 1 (2004) \| 2 (1994, 2001) \| \| Мальорка \| 1 (1998) \| 1 (2003) \| \| Реал Сосьедад \| 1 (1982) \| \| \| Эспаньол \| \| 2 (2000, 2006) \| \| Бетис \| \| 1 (2005) \| | · Проценты побед в Суперкубке Испании по клубам (%) Барселона – 15 (36,6 %) Реал Мадрид – 13 (31,7 %) Атлетик Бильбао – 3 (7,3 %) Депортиво – 3 (7,3 %) Атлетико Мадрид – 2 (4,9 %) Другие клубы (5) – 5 (12,2 %) |                                                                                   |
| Команда | Победитель | Финалист                                                                          |
| Барселона | 15 (1983, 1991, 1992, 1994, 1996, 2005, 2006, 2009, 2010, 2011, 2013, 2016, 2018, 2022/23, 2025) | 12 (1985, 1988, 1990, 1993, 1997, 1998, 1999, 2012, 2015, 2017, 2020/21, 2023/24) |
| Реал Мадрид | 13 (1988, 1989, 1990, 1993, 1997, 2001, 2003, 2008, 2012, 2017, 2019/20, 2021/22, 2023/24) | 7 (1982, 1995, 2007, 2011, 2014, 2022/23, 2025)                                   |
| Атлетик Бильбао | 3 (1984, 2015, 2020/21) | 3 (1983, 2009, 2021/22)                                                           |
| Депортиво | 3 (1995, 2000, 2002) |                                                                                   |
| Атлетико Мадрид | 2 (1985, 2014) | 5 (1991, 1992, 1996, 2013, 2019/20)                                               |
| Валенсия | 1 (1999) | 3 (2002, 2004, 2008)                                                              |
| Севилья | 1 (2007) | 3 (2010, 2016, 2018)                                                              |
| Сарагоса | 1 (2004) | 2 (1994, 2001)                                                                    |
| Мальорка | 1 (1998) | 1 (2003)                                                                          |
| Реал Сосьедад | 1 (1982) |                                                                                   |
| Эспаньол | | 2 (2000, 2006)                                                                    |
| Бетис | | 1 (2005)                                                                          |